# Лукас, Иван Маркович
Иван Маркович Лукас (24 октября 1892 года, деревня Каркси, Вильяндинский уезд, Лифляндская губерния — 8 мая 1953 года, Особый лагерь № 7 ГУЛАГ НКВД, Иркутская область) — советский военный деятель, генерал-майор (18 мая 1943 года).

## Начальная биография
Иван Маркович Лукас родился 24 октября 1892 года в деревне Каркси Вильяндинского уезда Лифляндской губернии.

## Военная служба

### Первая мировая война
В 1915 году был призван в ряды Русской императорской армии, после чего был направлен в школу прапорщиков, дислоцированную в Иркутске. После окончания школы был направлен в 210-й пехотный Бронницкий полк, после чего принимал участие в боевых действиях на Северном фронте в районе Двинска, а затем на Юго-Западном фронте в районе Дубно. В составе полка служил на должностях командира взвода и роты.
В 1918 году был демобилизован из рядов армии в чине штабс-капитана.

### Межвоенное время
В ноябре 1918 году Лукас был мобилизован в эстонскую армию, после чего служил на должностях командира роты и батальона, начальника штаба Выруского войскового округа и начальника штаба 2-й дивизии, дислоцированной в Тарту.
В 1928 году закончил Военную академию эстонской армии.
Осенью 1939 году Лукас был назначен на должность командира 1-го пехотного полка, дислоцированного в Нарве.
В сентябре 1940 года после присоединения Эстонии в состав СССР Лукас был зачислен в кадры РККА, после чего был назначен на должность командира 232-го стрелкового полка (180-я стрелковая дивизия, 22-й стрелковый корпус, Прибалтийский военный округ).
В июне 1941 года был направлен на учёбу на 6-месячные академические курсы при Военной академии имени М. В. Фрунзе.

### Великая Отечественная война
После окончания курсов полковник Иван Маркович Лукас был назначен на должность преподавателя этой же академии, а затем был направлен на формирование эстонских национальных частей Красной Армии. С марта 1942 года формировал и руководил боевой подготовкой 300-го стрелкового полка, а в сентябре того же года был назначен на должность начальника штаба формируемого 8-го эстонского стрелкового корпуса. За заслуги в организации работы штаба корпуса в ходе тяжёлых боевых действий в районе города Великие Луки приказом Вс Калининского фронта №: 232 от: 06.03.1943 года полковник Лукас был награждён орденом Красного Знамени. С 28 июня по 25 июля 1943 года исполнял должность командира 8-го стрелкового корпуса. За организацию и осуществление прорыва сильно укрепленной обороны противника севернее Тарту, освобождение Таллин и острова Сааремаа Лукас был награждён орденами:
Приказом ВС Ленинградского фронта №: 1330/н от: 21.09.1944 года генерал-майор Лукас награждён орденом Красного Знамени за отличное планирование операции по форсированию р. Эма-Иэги.
Приказом ВС Ленинградского фронта №: 1644/н от: 08.12.1944 года начальник штаба 8-го Эстонского стрелкового корпуса генерал-майор Лукас награждён орденом Отечественной войны 1-й степени за хорошую работу штабов дивизий и корпуса. За боевые заслуги, успешное выполнение заданий командования 8-й эстонский стрелковый корпус был преобразован в 41-й гвардейский с присвоением почётного наименования «Таллинский».
Приказом ВС Ленинградского фронта №: 1182/н от: 22.07.1945 года начальник штаба 41-го гвардейского Эстонского стрелкового корпуса генерал-майор Лукас награждён орденом Красного Знамени за сколачивание офицерскими кадрами штаба корпуса и хорошую работу штабов дивизий и корпуса.

### Послевоенная карьера
После окончания войны Лукас находился на прежней должности. В сентябре 1946 года был назначен на должность заведующего военной кафедрой Таллинского политехнического института.
Приказом по 41-му гв.стр.корпусу от: 16.02.1946 года генерал-майор Лукас награждён медалью «За оборону Москвы».
24 марта 1950 года Иван Маркович Лукас был арестован. По приговору Военной коллегии Верховного суда СССР от 28 марта 1952 года в соответствии со ст. 58 п. 4, 10 УК РСФСР («как офицер царской армии, а также за антисоветскую агитацию и шпионаж») был осуждён к 25 годам ИТЛ с лишением воинского звания и государственных наград. Находясь в заключении в Особом лагере № 7 ГУЛАГ НКВД, умер 8 мая 1953 года.
Иван Маркович Лукас реабилитирован по определению Военной коллегии Верховного суда СССР от 1 февраля 1958 года за отсутствием состава преступления.

## Награды
- Три ордена Красного Знамени (06.03.1943, 21.09.1944, 22.07.1945);
- Орден Отечественной войны 1 степени (27.12.1944);
- Медали.